# Brunow
Brunow è un comune del Meclemburgo-Pomerania Anteriore, in Germania.
Appartiene al circondario di Ludwigslust-Parchim ed è parte dell'Amt Grabow.